# Sião (Suíça)
Sião ( francês: Sion; em alemão: Sitten) é uma comuna da Suíça, localizada no cantão de Valais, e tem cerca de 27 592 habitantes.
Estende-se por uma área de 25,58 km² e tem uma densidade populacional de 1 079 hab/km². Confina com as seguintes comunas: Ayent, Conthey, Grimisuat, Grône, Les Agettes, Nax, Nendaz, Saint-Léonard, Salins, Savièse, Vernamiège, Vex.
Sua língua oficial é o francês.

## Geografia

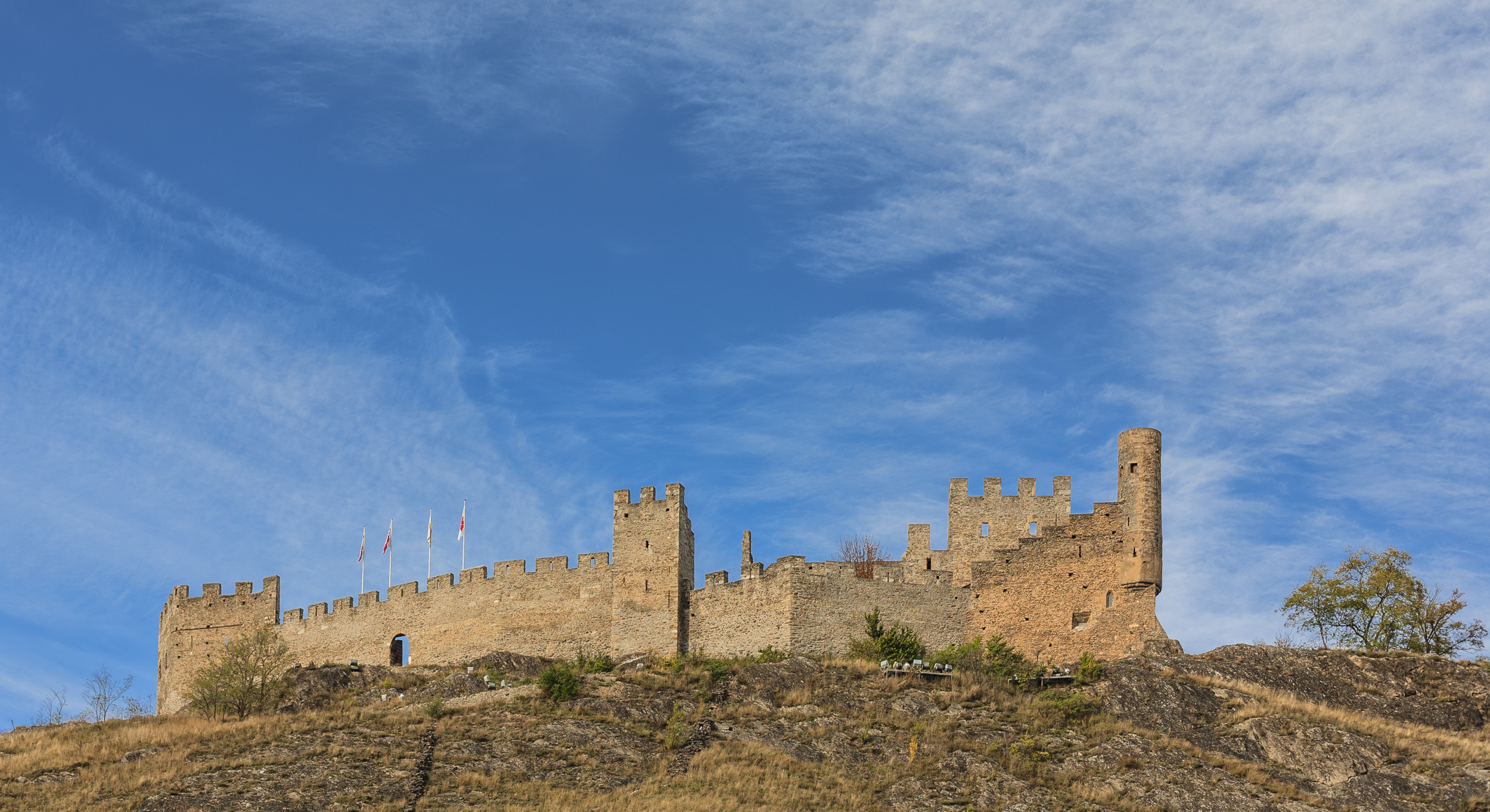
Tourbillon

Sião está localizada no centro do cantão de Valais, do qual é capital. É o centro económico e político de toda a região e é atravessada pelo rio Ródano.
Possui dois castelos localizados em duas colinas próximas uma das outras: La Valère e Tourbillon.
Sion possui um património histórico e religioso datado desde os tempos medieviais até agora como o Hotel de Ville e a Catedral da Nossa Senhora de Valére.